# Ун-Хутюмъюган
Ун-Хутюмъюган (устар. Ун-Хутюм-Юган) — река в России, протекает по Берёзовскому району Ханты-Мансийского АО. Устье реки находится в 123 км по правому берегу реки Малая Сосьва (протока Касевпосл). Длина реки составляет 33 км. Правый приток — Ай-Хутюмъюган.

## Данные водного реестра
По данным государственного водного реестра России относится к Нижнеобскому бассейновому округу, водохозяйственный участок реки — Северная Сосьва, речной подбассейн реки — Северная Сосьва. Речной бассейн реки — (Нижняя) Обь от впадения Иртыша.
Код объекта в государственном водном реестре — 15020200112115300028800.